# جسر الطبيعة

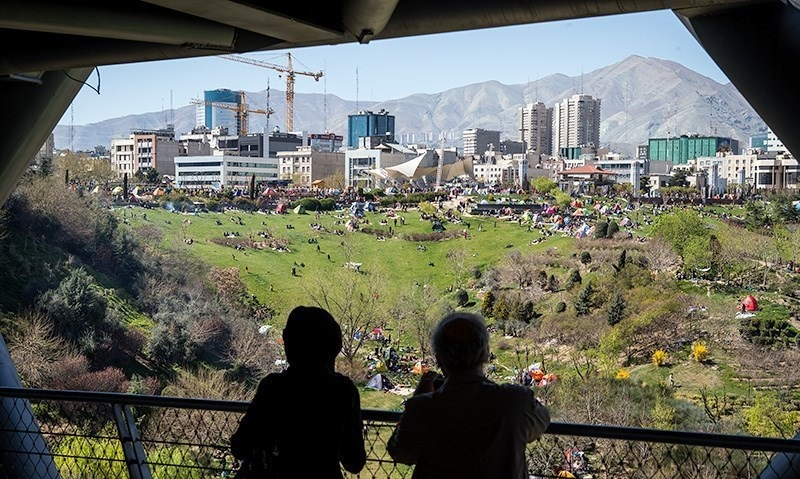
جسر الطبيعة

جسر الطبيعة (بالفارسية: پل طبیعت) هو أكبر جسر للمشاة بني في طهران عاصمة إيران. يبلغ طول الجسر 270 مترًا (890 قدم)، ويربط اثنين من المتنزهات العامة هما: حديقة تالقاني وحديقة آب و آتش (حديقة الماء والنار)، حيث يمثل الجسر طريق يمتد بشكل أفقي. تم تصميم الجسر من قبل المعمارية الإيرانية ليلى أرغيان. فاز الجسر بالعديد من الجوائز، منها جائزة الاختيار الشعبيي للطرق والجسور وهي مسابقة معمارية عالمية مقرها في نيويورك، كما فاز الجسر عام 2016 بجائزة آغا خان للعمارة.

## البناء
بدأ بناء الجسر في عام 2010، وذلك باستخدام ما مجموعه 2000 طن من الصلب وحوالي 10000 متر مكعب من الخرسانة الجاهزة، في حين تم الانتهاء من بناء الجسر في شهر أكتوبر من عام 2014. وقد اعتبر بناء الجسر فوق طريق سريع وواسع باعتباره تحديًا كبيرًا للشركات الهندسية المنفذة للمشروع، حيث بنيت منصات وأنفاق مؤقتة لضمان أن لا شيء سينخفض ويسقط على الطريق المشيد أسفل الجسر.